# Carl Malmstensskolan

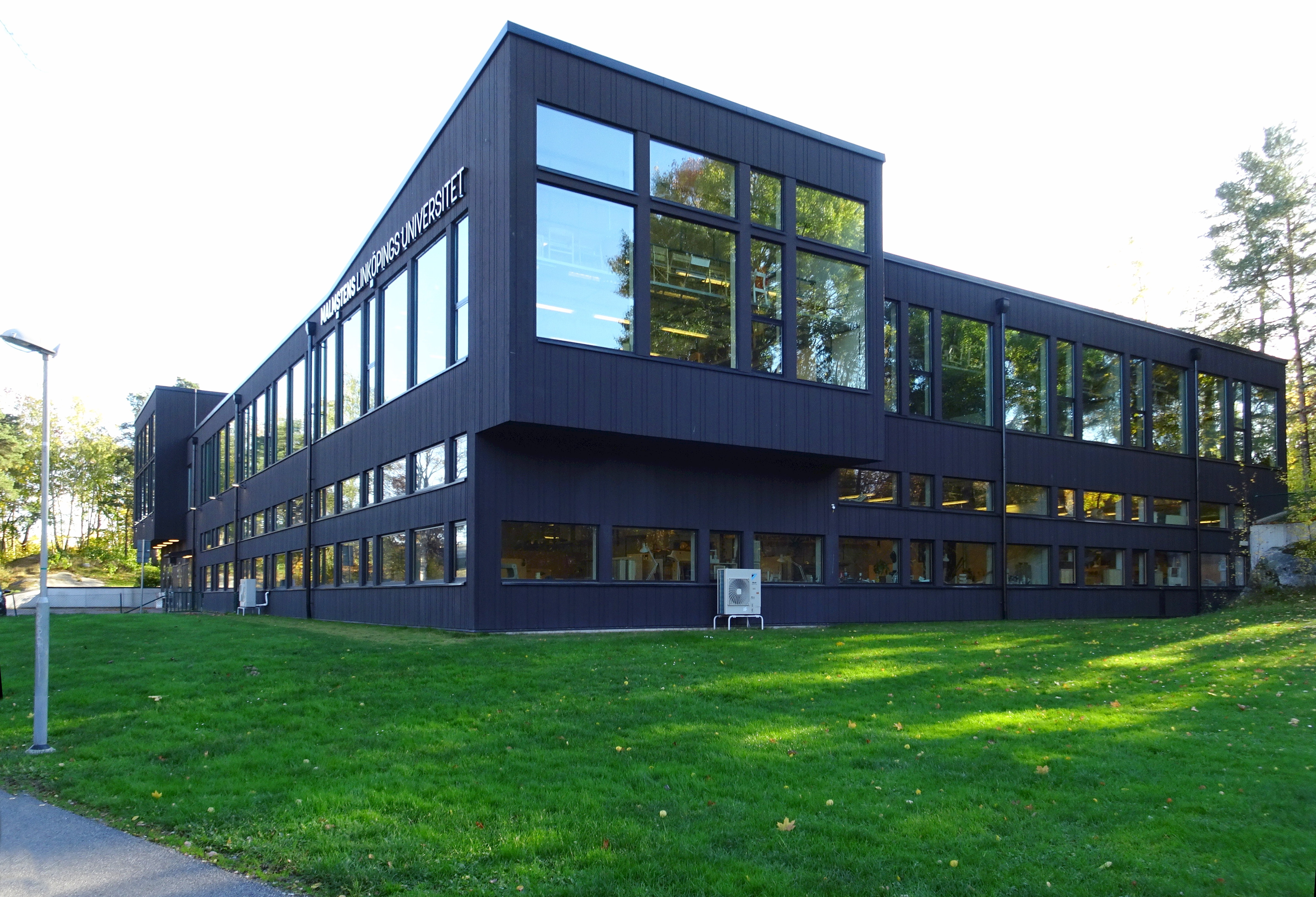
Den nya byggnaden invigdes 2009.

Malmstens Linköpings universitet (tidigare Carl Malmstensskolan) på Campus Lidingö erbjuder tre kandidatutbildningar på respektive 180 hp: Möbeldesign, Möbelsnickeri och Möbeltapetsering. Lokalerna är skräddarsydda för utbildningarna med välutrustade verkstäder, ateljéer och bibliotek. Lärosätet har cirka 65 studenter och 16 medarbetare. Malmstens LiU tillhör Institutionen för ekonomisk och industriell utveckling vid Linköpings universitet.

## Historik
Lärosätet var ursprungligen en del av den av Carl Malmsten grundade grundskolan Olofskolan (1930), och kallades då Olofskolans Verkstad, en tidvis framstående yrkesinriktad möbelsnickeriutbildning. Skolan har haft olika namn under skiftande epoker. 1948 kallades skolan Malmstens Nyckelviksverkstadsskola för att senare få namnet Carl Malmstens Verkstadsskola CMV. Skolan hade under 60 år sina lokaler på Södermalm i Stockholm.
En av de mera namnkunniga ledarna för skolan var under många år  gitarrbyggaren professor Georg Bolin.

## Fastighet
Fastigheten Bodals gård i nuvarande utförande byggdes 1934-1935 som bostad för justitierådet Birger Wedberg genom en omfattande om- och tillbyggnad av ett hus som ursprungligen utgjorde lantbruksgården Bodals mangårdsbyggnad. Byggnaden från 1935 har av John Mattson Fastighets AB renoverats och integrerats som en del av Malmstens LiU:s lokaler som färdigställdes i september 2009.
Vid byggstarten i maj 2008 kungjordes att byggherren John Mattson Fastighets AB, som skulle komma att äga och förvalta lokalerna, instiftat John Mattsons minnesfond för skolan. Stiftelsen skall dela ut stipendier och främja utbildning och konstnärligt utvecklingsarbete genom att ge bidrag för att skapa ett vetenskapligt bibliotek på skolan, liksom att delfinansiera en professur.
Den nya byggnaden ritades av Gillberg Arkitekter och invigdes den 18 september 2009 i närvaro av rektorn för Linköpings universitet Mille Millnert, kronprinsessan Victoria, Lidingös kommunalråd Paul Lindquist samt representanter för byggherren John Mattson. I samband med invigningen fick kronprinsessan Victoria och Mille Millnert var sitt exklusivt glasfat av Lidingö stad, skapat av Lidingökonstnären Jonas Torstensson.

### Bilder

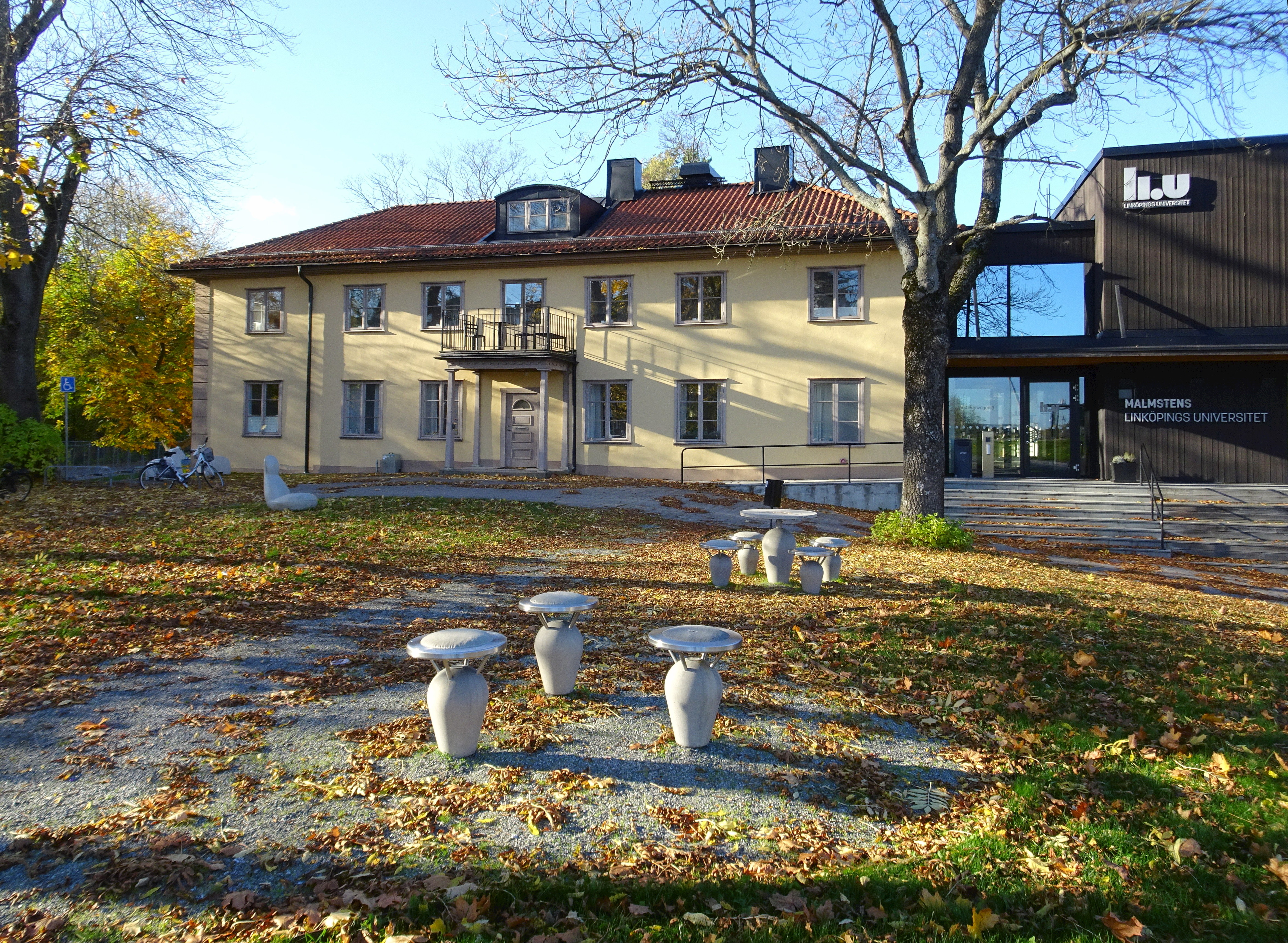
Bodals gård med Malmstensskolan till höger.
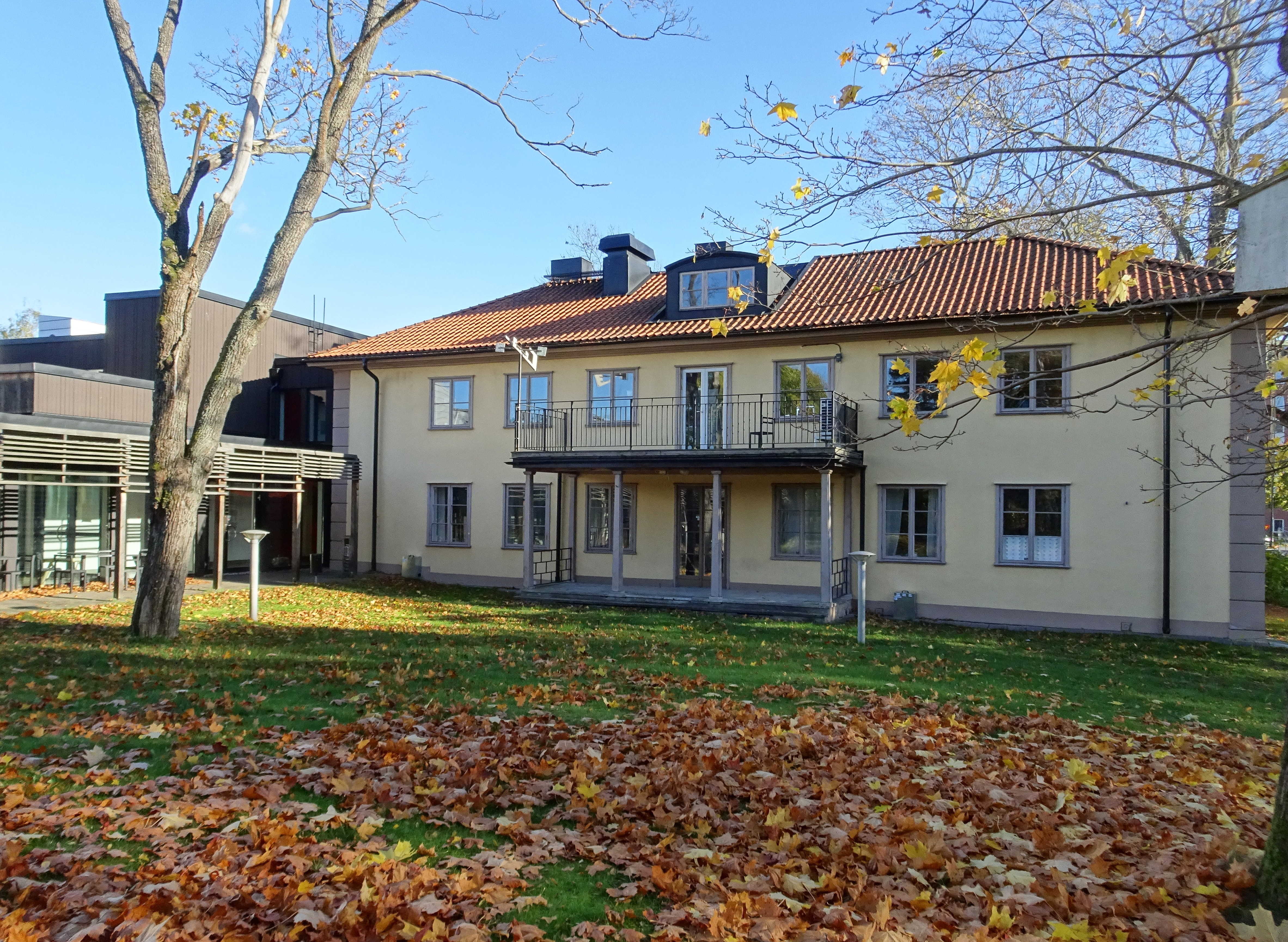
Bodals gård med Malmstensskolan till vänster.
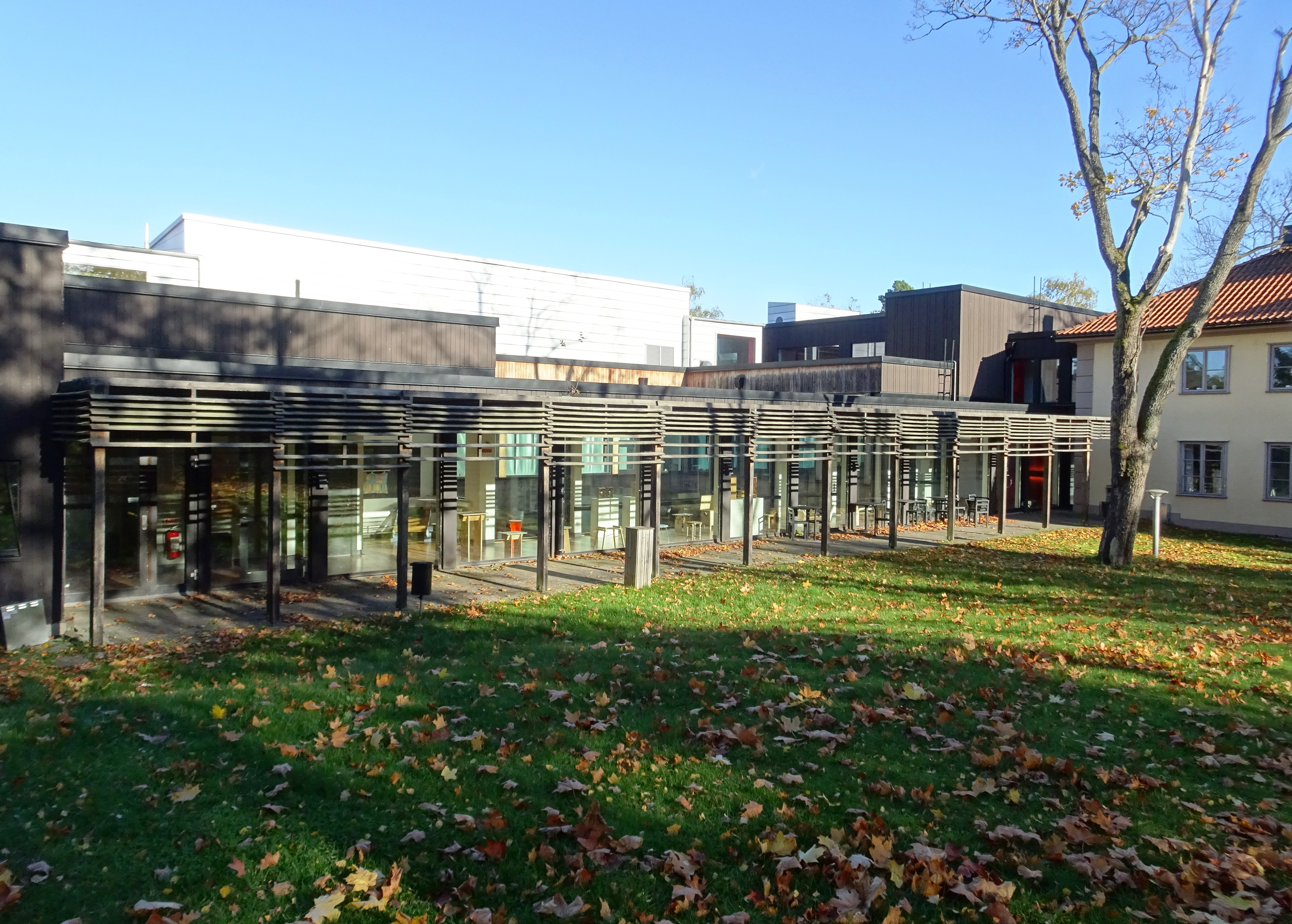
Malmstensskolans innergård.
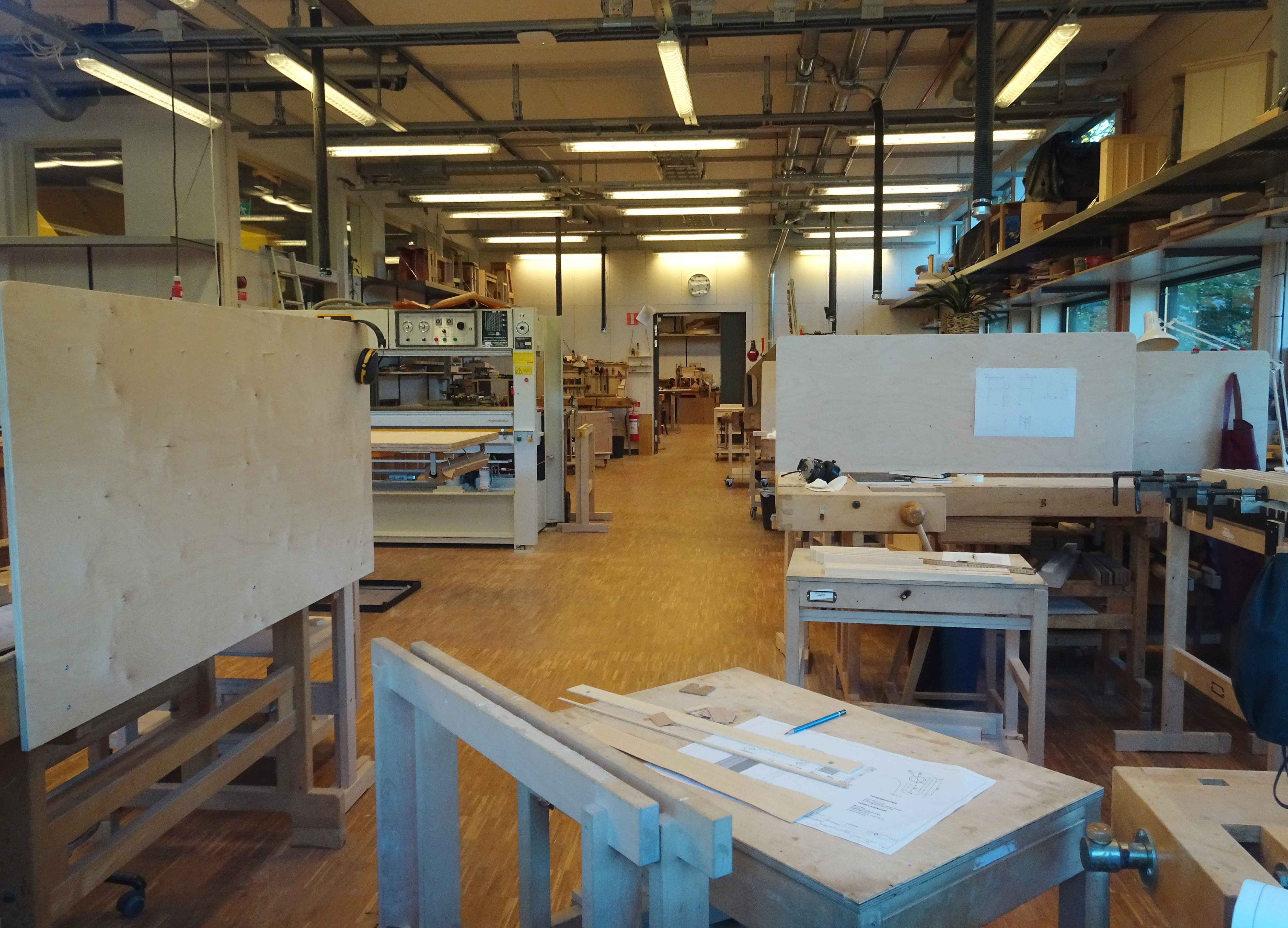
Interiör, hantverkssalen.
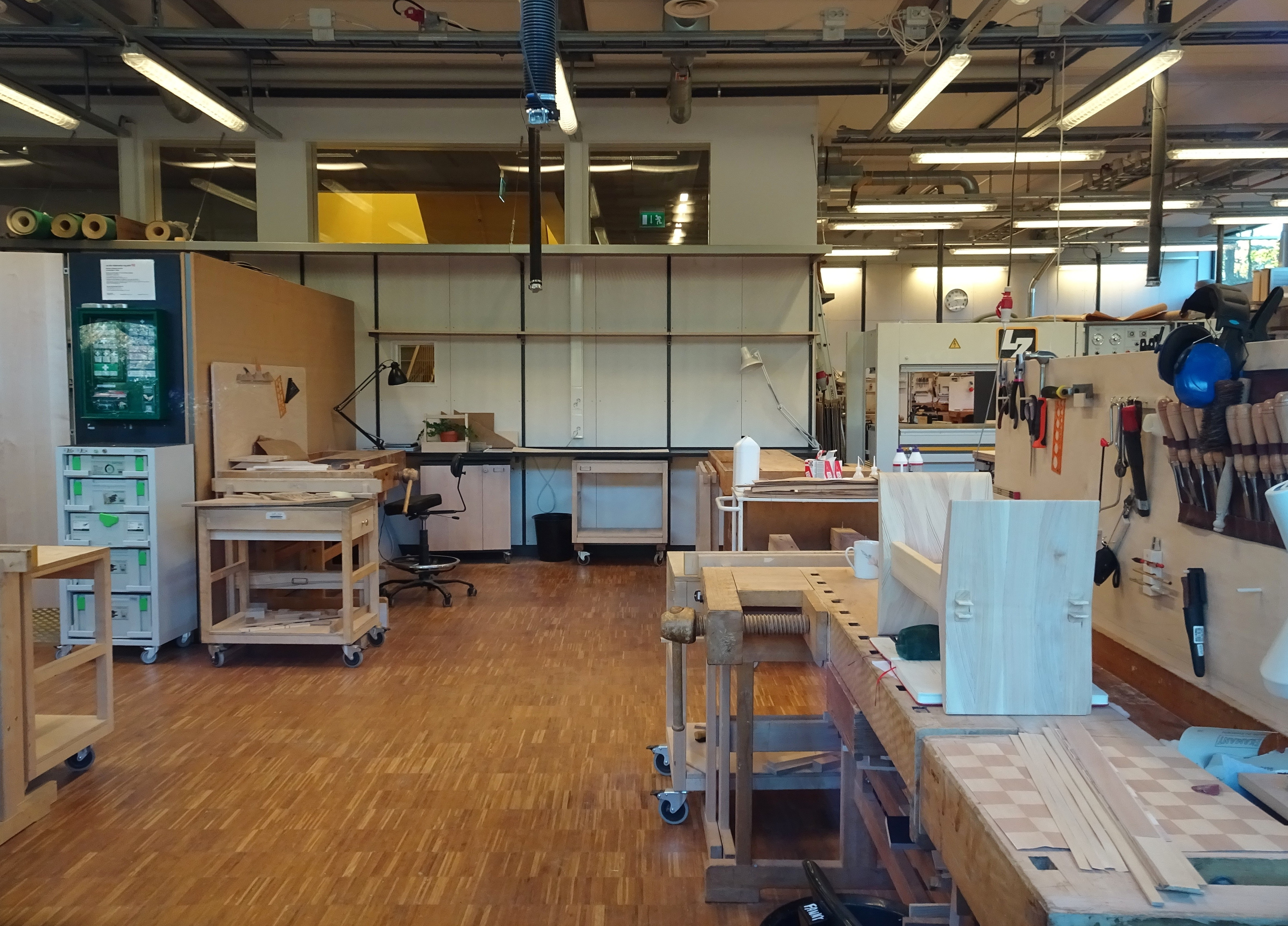
Interiör, hantverkssalen.